# آیورمکتین
آیورمکتین (انگلیسی: Ivermectin) دارویی است که برای درمان برخی عفونت‌های انگلی استفاده می‌شود. این عفونت‌ها در انسان شامل آلودگی شپش سر، جرب، کوری رودخانه، استرونژیلوئیدوز، عفونت کرم شلاقی، آسکاریازیس و فیلاریاز لنفاوی است. این دارو به سه صورت خوراکی، موضعی و تزریقی استفاده می‌شود. در حیوانات، از این دارو جهت پیشگیری و درمان کنه‌زدگی، میازیس، انگل‌های خونی، کرم قلب سگ و گربه، «دیروفیلاریا ایمیتیس» (نوعی کرم لوله‌ای) و چنین بیماری انگلی دیگر استفاده می‌شود.
این دارو نباید با چشم‌ها تماس داشته باشد.
عوارض جانبی آیورمکتین شامل قرمز شدن چشم‌ها، خشکی پوست و احساس سوزش در پوست است. مشخص نیست که مصرف این دارو در دوران بارداری بی‌خطر است یا خیر، اما مصرف آن در دوران شیردهی تا حدودی قابل قبول است. این دارو متعلق به خانوادهٔ دارویی اَوِرمکتین‌ها (Avermectins) است. آیورمکتین از روش‌های مختلفی بر اعصاب محیطی و عضلات انگل‌ها و حشرات تأثیر می‌گذارد.
این دارو با افزایش نفوذپذیری غشای سلولی و تغییر قطبیت غشای سلولی انگل‌ها موجب فلج شدن و مرگ‌شان می‌شود.
آیورمکتین در سال ۱۹۷۵ میلادی کشف شد و از سال ۱۹۸۱ جهت مصارف پزشکی، مورد استفاده واقع شد. این دارو در فهرست داروهای ضروری سازمان جهانی بهداشت قرار دارد که مجموعه‌ای از مهم‌ترین، بی‌خطرترین و مؤثرترین داروهای نظام سلامت است. قیمت عمده‌فروشی این دارو در کشورهای در حال توسعه برای هر دورهٔ درمانی ۰٫۱۲ دلار آمریکاست. در ایالات متحده آمریکا قیمت آن کمتر از ۵۰ دلار است.

## موارد منع مصرف
مصرف آیورمکتین در کودکان زیر ۵ سال یا آنهایی که کمتر از ۱۵ کیلوگرم (۳۳ پوند) وزن دارد، و همچنین در کسانی که دچار بیماری‌های کلیوی و کبدی هستند، ممنوع است.

## عوارض جانبی
نگرانی اصلی با این دارو، اثر سمی آن بر دستگاه مغزی-عصبی است که در بیشتر پستانداران به‌صورت فروکاستی دستگاه عصبی مرکزی و آتاکسی بروز می‌کند و علت احتمالی آن تقویتِ سیناپس‌های مهاری گاما آمینوبوتیریک اسید (GABA) است.
سگ‌هایی که دچار نقص ژنی MDR1 هستند، به‌ویژه سگ‌های گلهٔ شبه کولی، ممکن است به‌شدت با این دارو مسموم شوند. عبارت یادیارِ «اگه پاهاش سفیده، [با آیورمکتین] درمان نکن» به سگ‌های اسکاتلندی اشاره دارد که نسبت به آیورمکتین حساس و آسیب‌پذیر هستند.
داروهایی که آنزیم کبدی CYP3A4 را مهار می‌کنند، انتقال گلیکوپروتئین پی را نیز مهار می‌کنند و بدین ترتیب در صورت مصرف همزمان با آیورمکتین، خطر جذب ورایِ سد خونی مغزی افزایش می‌یابد. برخی از این داروها شامل استاتین‌ها، بازدارنده‌های پروتئاز، بسیاری از مسدودکننده‌های کانال کلسیم، لیدوکائین، بنزودیازپین‌ها و گلوکوکورتیکوئید (نظیر دگزامتازون) است.
در سگ‌ها، حشره‌کش‌های اسپینوساد سبب افزایش قدرت اثر آیورمکتین می‌شوند.

## داروشناسی

### فارماکودینامیک
آیورمکتین و سایر داروهای این خانواده (از جمله حشره‌کش‌های خانگی برای کشتن مورچه‌ها)، ترکیب حلقوی لاکتونی هستند که از باکتری «استرپتومایسیس آورمیتیلیس» به‌دست می‌آیند. آیورمکتین از طریق تداخل در عملکرد دستگاه عصبی و ماهیچه‌ها و به‌خصوص، با تشدید مهارشدگی در انتقال عصبی، انگل‌ها را می‌کشد. این دارو به «کانال‌های کلرید با دروازه‌های گلوتامات» (GluCls) در غشاء سلول‌های عصبی بی‌مهرگان متصل می‌شود و نفوذپذیری آنها را به یون کلرید افزایش می‌دهد و موجب افزایش پتانسیل غشاء (Hyperpolarization) و در نهایت فلج‌شدگی و مرگ انگل می‌شود. «کانال‌های کلرید با دروازه‌های گلوتامات» (GluCls)، کانال‌های یونی دریچه-لیگاندی از نوع «حلقه-سیستئینی» هستند که تنها در غشای سلولی بی‌مهرگان وجود داشته و در یاخته‌های عصبی و یاخته‌های ماهیچه‌ای آنان یافت می‌شود.

### فارماکوکینتیک
آیورمکتین را می‌توان از طریق دهانی (خوراکی)، موضعی پوستی یا تزریقی تجویز نمود. در حالت عادی این دارو از سد خونی مغزی پستانداران به سبب حضور گلیکوپروتئین-پی عبور نمی‌کند. البته اگر آیورمکتین با دوز زیاد مصرف شود، این عبور ممکن است رخ دهد (ظرف ۲ تا ۵ ساعت پس از تجویز، سطح آن در مغز به حداکثر می‌رسد). بر خلاف پستانداران، ایورمکتین از سد خونی مغزی لاک‌پشت‌های زمینی عبور کرده و عواقب مرگباری برایشان دارد.

### اثر سمی بر محیط
مطالعات میدانی نشان داده که مصرف آیورمکتین سبب کاهش گوناگونی بی‌مهرگان شده و دارو در محیط زیست به‌مدت طولانی باقی می‌ماند.

## پژوهش‌ها
بر پایهٔ برخی مطالعات انجام شده، آیورمکتین احتمالاً علیه چیکونگونیا و تب زرد مؤثر باشد.
در سال ۲۰۱۳ این داروی ضد انگل به‌عنوان لیگاندی نوین برای گیرندهٔ ایکسِ فارنزوئید (FXR) معرفی شد که یکی از اهداف درمانی در بیماری کبد چرب غیر الکلی است.
آیورمکتین برای پیشگیری مالاریا هم مورد توجه است، چرا که هم برای پلاسمودیوم و هم برای پشهٔ حامل آن سمی است.
این دارو در حال حاضر، جهت درمان احتمالی بیماری کروناویروس ۲۰۱۹ در حال بررسی و پژوهش است؛ اما هنوز لازم است مطالعاتی انجام شود که زیست‌پذیری و بی‌خطری آنرا اثبات، و دوز صحیح آنرا در انسان نشان بدهد.
تحقیقات اولیه دانشمندان استرالیایی در «مؤسسهٔ اکتشافات زیست‌پزشکی موناش» و «مؤسسهٔ دوهرتی» نشان داده‌است که این دارو می‌تواند کشت سلول کروناویروس سندرم حاد تنفسی ۲ را طی ۴۸ساعت در محیط‌های آزمایشگاهی (و نه بدن انسان) از بین ببرد. مقامات بهداشتی نسبت به مصرف خودسرانه و اشتباه این دارو هشدار داده‌اند، که گاهی می‌تواند مرگبار باشد.